# Scolopendra heros

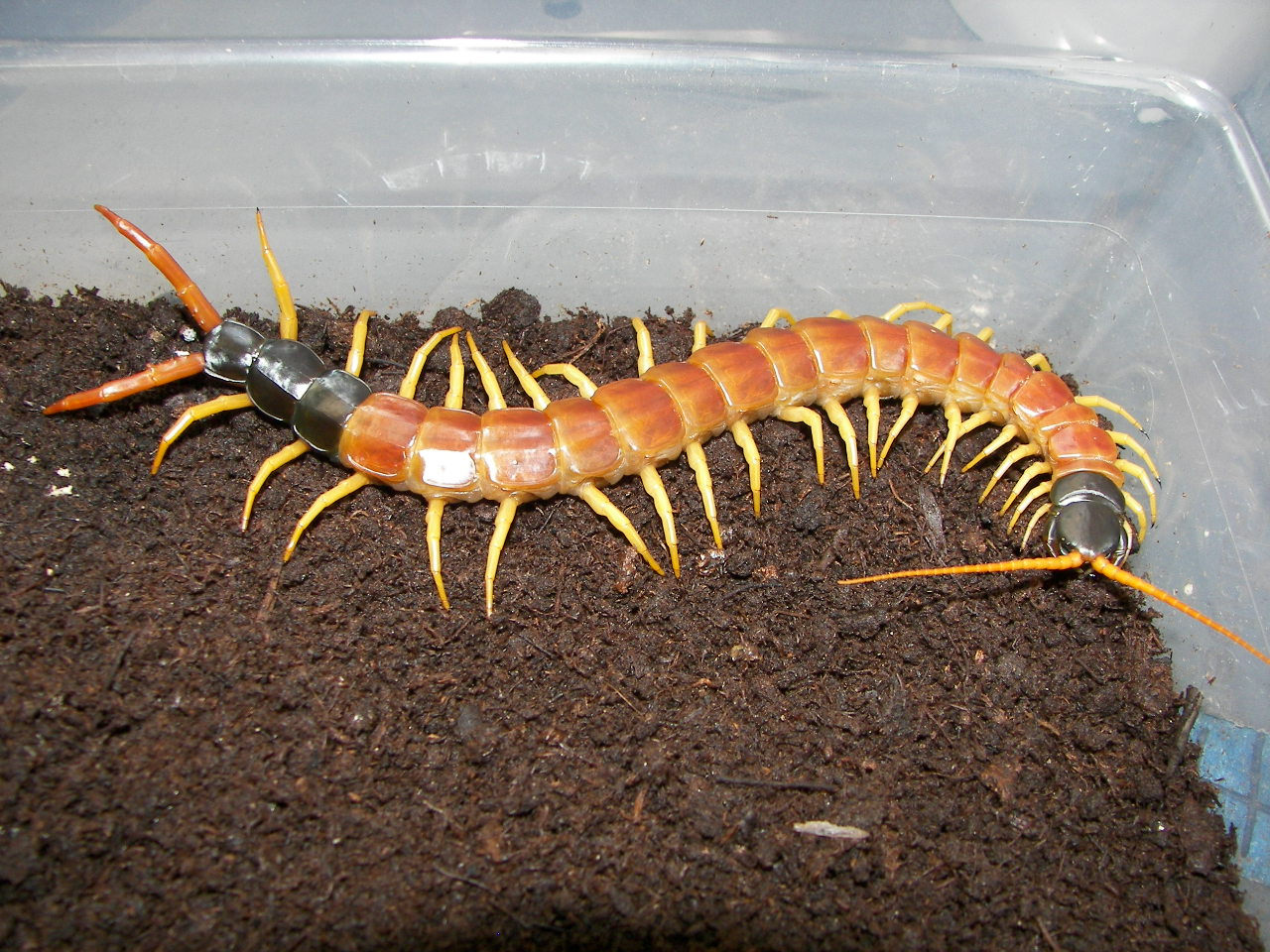
Scolopendra heros

Scolopendra heros – największa północnoamerykańska skolopendra, a także jedna z największych na świecie.

## Charakterystyka
Średnia długość ich ciała wynosi ok. 17cm, na wolności osiągają do 20cm, a w niewoli nawet więcej. Mają 21 lub 23 pary odnóży krocznych.
Wyróżniamy cztery podgatunki:
Scolopendra heros heros (Girard, 1953)
Scolopendra heros castaneiceps (Wood, 1862) – nazwa pochodzi od niemieckiego słowa 'kastanienbraun' co oznacza kolor kasztanowy. Kolor głowy, tergitu zagłowowego oraz kolejnego. Nogi lokomocyjne koloru żółtego, pozostałe tergity oliwkowozielone, po wylince pięknego niebieskiego koloru.
Scolopendra heros arizonensis (Kraepelin, 1903) – Głowa, tergit zagłowowy, oraz trzy ostatnie w ciemnych brązowawych tonacjach, pozostałe tergity pomarańczowoczerwone, żółte a nawet mogą być koloru słomkowego. Anteny oraz ostatnia, 21 para nóg żywo pomarańczowa.
Scolopendra heros prismatica (Cragin, 1885)
Czułki zbudowane z 24-26 odcinków, z czego od 4 do 6, a zazwyczaj 5 pierwszych jest połyskujące

## Polowanie i dieta
S.heros poluje głównie podczas nocy i żywi się bezkręgowcami oraz małymi kręgowcami, takimi jak gryzonie, gady, czy płazy. Zwierzę jest również zdolne do lekkiego wyskoku i schwytania nisko latających owadów.

### Jad
Jad S.heros jest podobny do jadu innych gatunków skolopendr, jest od nich natomiast znacznie silniejszy. Zawiera on takie składniki jak: serotonina, histamina, lipidy, białka (m.in. kardiotoksyny, enzymy takie jak hemolityczna fosolipaza A) oraz inne substancje. Jad zachowuje się jak cytolizyna tzn. uszkadza błony komórkowe i niszczy komórki. Jedna z toksyn zawartych w jadzie paraliżuje układ nerwowy ofiary (owadów) uniemożliwiając jej ucieczkę, podczas gdy inna z toksyn atakuje autonomiczny układ nerwowy kręgowców czyniąc je łatwiejszymi do pokonania. Skolopendra używa swojego jadu, aby obezwładnić ofiarę. Dokładne działanie jadu nie zostało w pełni zbadane z uwagi na ciężkości w pozyskaniu odpowiednich ilości toksyny oraz szybkie psucie się go w trakcie obróbki.
Ugryzienia S.heros są bardzo bolesne dla kręgowców. Szczur ugryziony przez S.heros w nogę wykazywał objawy dręczącego, rozdzierającego bólu oraz obrzękiem w miejscu ugryzienia. Zwierzę powróciło do pełnej sprawności po około 5h. Dla ludzi ugryzienia S.heros teoretycznie nie są niebezpieczne (nie ma potwierdzonych przypadków śmierci z powodu ugryzienia tych skolopendr), natomiast wywołują takie objawy jak: nudności, czy ból głowy. Rzadziej miejscowa martwica skóry. Niemniej jednak odnotowano przypadki powikłań i wystąpienia niewydolności nerek (z powodu rabdomiolizy), czy ataku serca.

## Występowanie i nisza
S.heros zamieszkuje tereny północnego Meksyku oraz południową część Stanów Zjednoczonych. Spotkać go można w następujących stanach: Nowy Meksyk, Arizona, Arkansas, Missouri i Luizjana.
Skolopendry te z uwagi na występowanie na pustyni Sonoran i innych suchych obszarach często określane są jako "Giant desert centipede", co z angielskiego znaczy "Wielka skolopendra pustynna".
Skolopendra podczas dnia zagrzebuje się w ziemi, czekając na nadejście nocy. Bywa, że spotyka się ją podczas chłodnych, pochmurnych dni.

## Synonimy
- Scolopendra castaneiceps (Wood, 1861)
- Scolopendra pernix (Kohlrausch, 1878)
- Scolopendra heros prismatica (Cragin,1885)nowiki
- Scolopendra heros arizonensis (Kraepelin, 1903)